# Барле
Барле (нидерл. Baarle) — посёлок, разделённый между Бельгией (коммуна Барле-Хертог (нидерл. Baarle-Hertog)) и Нидерландами, с населением более чем 9000 жителей. Бельгийская часть посёлка состоит из 22 анклавов, окружённых территорией Нидерландов. Барле-Хертог официально входит в состав бельгийской провинции Антверпен. Нидерландская часть посёлка называется Барле-Нассау (нидерл. Baarle-Nassau) и относится к провинции Северный Брабант. Часть нидерландской территории, в свою очередь, приходится на анклавы, расположенные внутри бельгийских анклавов. Общее число таких «анклавов-матрёшек» составляет семь. Рядом с расположенной неподалёку бельгийской деревней Зондерейген (Zondereigen) находится ещё один (не имеющий населения) нидерландский анклав. Таким образом, Нидерланды имеют восемь анклавов. В 1998 году официальная комиссия по государственной границе провела разметку границы. При этом нейтральный до этого кусочек луга был передан Бельгии. Таким образом, количество бельгийских анклавов на нидерландской территории достигло двадцати двух.
Государственная граница в Барле, как правило, проходит по границам земельных участков. Однако иногда граница проходит несколько менее упорядоченно, и тогда в доме кухня может оказаться в Бельгии, а гостиная — в Нидерландах. Например, между двумя странами разделён местный филиал сети трикотажных магазинов «Zeeman». Для упрощения было принято решение определять государственную принадлежность дома и гражданство его жителей по тому, в какой стране располагается его главная дверь. Государственная принадлежность дома маркируется рисунком соответствующего флага (чёрно-жёлто-красный для Бельгии и красно-бело-синий для Нидерландов) на номере дома (см. фото).

## История
Происходит эта сложная ситуация из XII века. Территория Барле была заселена с древних времён, однако первое документальное свидетельство (хотя и сомнительной подлинности) о существовании поселения приходится на 992 год, а гарантированно на 1141 год. В 1198 году герцог Брабанта Генрих I отдал часть своих земель своему вассалу (теперь это территория Нидерландов), однако сохранил контроль за другой их частью (теперь это территория Бельгии).
В 1995 году границы были определены уже с сантиметровой точностью.

## Муниципальные службы
Электроснабжение осуществляется бельгийской компанией Electrabel. Другая бельгийская компания, IVEKA, обеспечивает работу кабельного телевидения. Эта же фирма осуществляет вещание нидерландского коммерческого телевидения с территории Бельгии, что формально запрещено нидерландским законом о СМИ.
В Баарле действуют одновременно как нидерландская (PostNL), так и бельгийская (Bpost) почта и служба сбора мусора. Таким образом, по многим улицам два раза в день проходят почтальоны и проезжают мусоровозы.
В деревне параллельно существуют две национальные телефонные сети, но, в порядке исключения, бельгийские и нидерландские жители деревни могут звонить друг другу по местному, а не международному тарифу.
Полицейское отделение расположено на территории Нидерландов, но его персонал составляют как нидерландские, так и бельгийские полицейские.
|  |  |